# Alpha Ethniki 1998-1999
L'Alpha Ethniki 1998-1999 fu la 63ª edizione della massima serie del campionato di calcio greco, conclusa con la vittoria dell'Olympiacos Pireo, al suo ventottesimo titolo e terzo consecutivo.
Capocannoniere del torneo fu Demis Nikolaidis (AEK Atene), con 22 reti.

## Formula
Come nella stagione precedente le squadre partecipanti furono 18 e disputarono un girone di andata e ritorno per un totale di 34 partite.
Le ultime tre classificate furono retrocesse in Beta Ethniki.
Il punteggio prevedeva tre punti per la vittoria, uno per il pareggio e nessuno per la sconfitta.
Le squadre ammesse alle coppe europee furono sei: i campioni e la seconda classificata alla UEFA Champions League 1999-2000 mentre la vincitrice della coppa nazionale con la seconda, terza e quarta alla Coppa UEFA 1999-2000.

## Squadre partecipanti
| Squadra          | Città      | Stadio | Stagione 1997-1998 |
| ---------------- | ---------- | ------ | ------------------ |
| AEK Atene        | Atene      |        | 3°                 |
| Apollōn Smyrnīs  | Atene      |        | 10°                |
| Arīs Salonicco   | Salonicco  |        | Beta Ethniki       |
| Ethnikos Asteras | Kaisarianī |        | Beta Ethniki       |
| Ethnikos Pireo   | Il Pireo   |        | 15°                |
| Iōnikos          | Nikea      |        | 5°                 |
| Īraklīs          | Salonicco  |        | 6°                 |
| Kavala           | Kavala     |        | 13°                |
| OFI Creta        | Candia     |        | 7°                 |
| Olympiacos       | Il Pireo   |        | Campione di Grecia |
| Panathīnaïkos    | Atene      |        | 2°                 |
| Panelefsiniakos  | Eleusi     |        | Beta Ethniki       |
| Panīleiakos      | Pyrgos     |        | 12°                |
| Paniōnios        | Nea Smyrnī |        | 11°                |
| PAOK             | Salonicco  |        | 4°                 |
| Proodeftikī      | Korydallos |        | 14°                |
| GAS Veria        | Veria      |        | 9°                 |
| Skoda Xanthī     | Xanthi     |        | 8°                 |

## Classifica finale
|                   | Pos. | Squadra          | Pt | G  | V  | N  | P  | GF | GS | DR  |
| ----------------- | ---- | ---------------- | -- | -- | -- | -- | -- | -- | -- | --- |
| Grecia (bandiera) | 1.   | Olympiacos       | 85 | 34 | 27 | 4  | 3  | 82 | 22 | +60 |
|                   | 2.   | AEK Atene        | 75 | 34 | 23 | 6  | 5  | 71 | 27 | +44 |
|                   | 3.   | Panathīnaïkos    | 74 | 34 | 23 | 5  | 6  | 66 | 36 | +30 |
|                   | 4.   | PAOK             | 62 | 34 | 19 | 5  | 10 | 52 | 31 | +21 |
|                   | 5.   | Iōnikos          | 60 | 34 | 17 | 9  | 8  | 64 | 36 | +28 |
|                   | 6.   | Arīs Salonicco   | 60 | 34 | 19 | 3  | 12 | 53 | 43 | +10 |
|                   | 7.   | Skoda Xanthī     | 56 | 34 | 16 | 8  | 10 | 44 | 33 | +11 |
|                   | 8.   | OFI Creta        | 51 | 34 | 16 | 3  | 15 | 50 | 44 | +6  |
|                   | 9.   | Īraklīs          | 47 | 34 | 13 | 8  | 13 | 54 | 45 | +9  |
|                   | 10.  | Kavala           | 42 | 34 | 12 | 6  | 16 | 46 | 62 | -16 |
|                   | 11.  | Ethnikos Asteras | 40 | 34 | 11 | 7  | 16 | 40 | 58 | -18 |
|                   | 12.  | Proodeftikī      | 39 | 34 | 10 | 9  | 15 | 28 | 37 | -9  |
|                   | 13.  | Panīleiakos      | 38 | 34 | 11 | 5  | 18 | 37 | 54 | -17 |
|                   | 14.  | Apollōn Smyrnīs  | 36 | 34 | 9  | 9  | 16 | 42 | 62 | -20 |
|                   | 15.  | Paniōnios        | 32 | 34 | 9  | 5  | 20 | 42 | 58 | -16 |
|                   | 16.  | Panelefsiniakos  | 32 | 34 | 7  | 11 | 16 | 25 | 49 | -24 |
|                   | 17.  | GAS Veria        | 23 | 34 | 6  | 5  | 23 | 20 | 55 | -35 |
|                   | 18.  | Ethnikos Pireo   | 8  | 34 | 0  | 8  | 26 | 17 | 81 | -64 |

Legenda:

      Campione di Grecia e ammesso alla UEFA Champions League
      Ammesso alla UEFA Champions League
      Ammesso alla Coppa UEFA
      Retrocesso in Beta Ethniki
Note:

Tre punti a vittoria, uno a pareggio, zero a sconfitta.

### Verdetti
- Olympiacos campione di Grecia 1998-99 e qualificato alla fase a gironi della UEFA Champions League
- AEK Atene qualificato al terzo turno preliminare della UEFA Champions League
- Panathinaikos, PAOK Salonicco, Ionikos e Aris Salonicco qualificati alla Coppa UEFA
- Panelefsiniakos, Veria e Ethnikos Pireo retrocesse in Beta Ethniki.